# 조너선 호턴

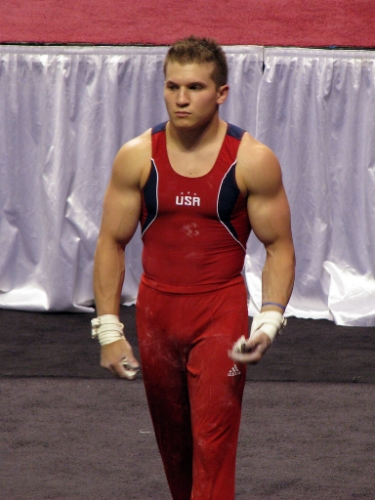
조너선 호턴

조너선 앨런 호턴(Jonathan Alan Horton, 1985년 12월 31일 ~ )은 미국의 체조 선수이다.